# Palpostoma desvoidyi
Palpostoma desvoidyi là một loài ruồi trong họ Tachinidae.